# ФК «Спарта» (Прага) в сезоні 1926—1927
Сезон ФК «Спарта» (Прага) 1926—1927 — сезон чехословацького футбольного клубу «Спарта». У чемпіонаті Чехословаччини команда посіла перше місце. Через суперечності між клубами і федерацією, старт змагань затримався. У підсумку восени 1926 року команди так і не зіграли, а весною 1927 року був проведений короткий турнір в одне коло.

## Склад команди
| № | Поз. | Нац.           | Гравець             |
| - | ---- | -------------- | ------------------- |
|   | ВР   | Чехословаччина | Франтішек Гохманн   |
|   | ВР   | Чехословаччина | Антонін Каліба      |
|   | ЗХ   | Чехословаччина | Антонін Гоєр        |
|   | ЗХ   | Чехословаччина | Антонін Пернер      |
|   | ЗХ   | Чехословаччина | Карел Стейнер       |
|   | ЗХ   | Чехословаччина | Рудольф Долейши     |
|   | ЗХ   | Чехословаччина | Ян Паулін           |
|   | ПЗ   | Чехословаччина | Франтішек Коленатий |
|   | ПЗ   | Чехословаччина | Карел Пешек-Кадя    |
|   | ПЗ   | Чехословаччина | Антонін Царван      |
|   | ПЗ   | Чехословаччина | Франтішек Розвода   |
|   | ПЗ   | Чехословаччина | Фердинанд Гайний    |

| № | Поз. | Нац.           | Гравець        |
| - | ---- | -------------- | -------------- |
|   | НП   | Чехословаччина | Ян Дворжачек   |
|   | НП   | Чехословаччина | Йозеф Сильний  |
|   | НП   | Чехословаччина | Йозеф Малоун   |
|   | НП   | Чехословаччина | Йозеф Шима     |
|   | НП   | Австрія        | Йозеф Горейс   |
|   | НП   | Чехословаччина | Йозеф Мислик   |
|   | НП   | Чехословаччина | Ярослав Герман |
|   | НП   | Чехословаччина | Вацлав Станек  |
|   | НП   | Чехословаччина | Вадим Балдін   |
|   | НП   | Чехословаччина | Отто Флейшманн |

## Чемпіонат Чехословаччини

### Підсумкова таблиця
|   | Команди              | І | В | Н | П | МЗ | МП | О  |
| - | -------------------- | - | - | - | - | -- | -- | -- |
| 1 | Спарта (Прага)       | 7 | 6 | 1 | 0 | 33 | 6  | 13 |
| 2 | Славія (Прага)       | 7 | 5 | 1 | 1 | 30 | 12 | 11 |
| 3 | Богеміанс (Прага)    | 7 | 3 | 2 | 2 | 14 | 15 | 8  |
| 4 | Кладно               | 7 | 3 | 1 | 3 | 18 | 26 | 7  |
| 5 | Краловські Виногради | 7 | 2 | 2 | 3 | 13 | 14 | 6  |
| 6 | Вікторія (Жижков)    | 7 | 2 | 2 | 3 | 17 | 22 | 6  |
| 7 | Нусельский (Прага)   | 7 | 1 | 2 | 4 | 14 | 22 | 4  |
| 8 | Метеор-VIII (Прага)  | 7 | 0 | 1 | 6 | 9  | 31 | 1  |

### Статистика виступів
| Основний склад | Кількість проведених матчів |
| --- | --------------------------- |
| Гохманн Пернер Стейнер Коленатий Пешек Царван Шима Дворжачек Малоун Горейс Сильний |                             |
| Франтішек Гохманн (7) |                             |
| Антонін Пернер (7.3) |                             |
| Карел Стейнер (5) |                             |
| Франтішек Коленатий (3) |                             |
| Карел Пешек-Кадя (3) |                             |
| Антонін Царван (6.1) |                             |
| Йозеф Малоун (6.2) |                             |
| Йозеф Шима (6.13) |                             |
| Йозеф Сильний (7.8) |                             |
| Ян Дворжачек (4.2) |                             |
| Йозеф Горейс (3.1) |                             |
| Інші гравці: ВР Антонін Каліба (0); ЗХ Рудольф Долейши (4), Ян Паулін (2), Антонін Гоєр (0); ПЗ Франтішек Розвода (6), Фердинанд Гайний (3); НП Йозеф Мислик (1), Вадим Балдін (1), Йозеф Станек (1.1), Отто Флейшманн (1), Ярослав Герман (1); тренери: Вацлав Шпіндлер, Антонін Гоєр |                             |

## Товариські матчі
Турнір у Будапешті
- 1 тур. 14.04.1927. «Ференцварош» — «Уйпешт» — 4:3; «Хунгарія» — «Спарта» — 3:3.
- 2 тур. 17.04.1927. «Ференцварош» — «Спарта» — 3:1; «Хунгарія» — «Уйпешт» — 3:0.
- 3 тур. 18.04.1927. «Ференцварош» — «Хунгарія» — 2:0; «Уйпешт» — «Спарта» — 5:2.
- Турнірна таблиця: 1. «Ференцварош» (6 очок), 2. «Хунгарія» (3 очка), 3. «Уйпешт» (2 очка), 4. «Спарта» (1 очко)

| Турнір у Будапешті 17.04.1927 | Ференцварош     | 3:1  | Спарта (Прага) | Будапешт                            |  |
| | Когут Турай Дан | звіт | Сильний        | Стадіон: «Уллеї Ут» Суддя: Каутманн |  |
| Ференцварош: Губер, Г.Такач, Папп, Фурманн, Букови, Обітц, Ражо, Турай, Дан, Шлоссер, Когут Спарта: Каліба, Пернер, Стейнер, Гайний, Царван, Розвода, Мелоун, Флейшманн, Сильний, Дворжачек, Горейс |                 |      |                |                                     |  |